# Siete mitos de la conquista española
Siete mitos de la conquista española (en algunas ediciones el título se ha traducido como Los siete mitos de la conquista española) es un libro escrito por el etnohistoriador Matthew Restall, en el cual se exponen siete mitos sobre la colonización española en América que se han tenido como ciertos. Usando los métodos de la Nueva Filología, Restall cuestiona varias nociones sobre cómo los españoles lograron su hegemonía militar y cultural sobre Hispanoamérica. El libro fue publicado originalmente en inglés (Seven Myths of the Spanish Conquest) y ha sido traducido también al portugués.

## Capítulos
- El capítulo 1 trata sobre lo que Restall llama «el Mito de los Hombres Excepcionales», es decir, la creencia en que la conquista española fue posible gracias a individuos sobresalientes como Colón, Cortés y Pizarro, con su valor y estrategias innovadoras. Restall demuestra que, al contrario, las técnicas de conquista y colonización utilizadas por los primeros exploradores españoles habían sido desarrolladas durante al menos un siglo de expansión colonial por España y Portugal, y constituían de hecho un mero procedimiento estándar.
- El capítulo 2 trata sobre lo que Restall llama «el Mito del Ejército del Rey», o la creencia en que la conquista española fue realizada bajo las órdenes del Rey de España y en que los conquistadores fueron los soldados españoles. Restall asegura que de hecho los conquistadores no eran españoles, pues no existía la nacionalidad española en ese entonces (es más, los reinos de Castilla, Navarra y Aragón eran partes constituyentes del Imperio de los Habsburgo); así como tampoco se los podría considerar como soldados en el sentido militar de la palabra, sino más bien como un grupo de señores feudales con sus respectivos sirvientes, pajes y mercenarios.

- El capítulo 3 trata sobre «el Mito del Conquistador Blanco», la creencia en que la conquista española fue realizada por un pequeño número de españoles blancos. Restall explica que gran parte de las operaciones militares de los españoles fueron llevadas a cabo por sus aliados indígenas, que los superaban en número en razón de varios cientos a uno. También demuestra que hubo algunos conquistadores de origen africano o moro.

- El capítulo 4 se refiere al «Mito de la Consumación», es decir, la creencia en que casi toda América quedó bajo control de los españoles en apenas unos pocos años a partir del contacto inicial. Restall dice que, por el contrario, grupos de indígenas que nunca fueron conquistados subsistieron durante varios siglos (algunos incluso hasta nuestros días). Por ejemplo Tayasal, la última ciudad independiente de los mayas, no fue conquistada hasta 1697. Asimismo, en otras áreas de Hispanoamérica el control español nunca fue absoluto y se produjeron continuas rebeliones.

- El capítulo 5 trata sobre lo que Restall llama «el Mito de la (in)comunicación», o la creencia en que los españoles y los nativos tenían una comunicación perfecta entre sí y que cada grupo entendía las palabras e intenciones del otro sin problema, o en que, por el contrario,  muchos eventos cruciales de la conquista fueron resultado de malentendidos entre ambas partes. Restall explica cómo la comunicación entre los dos grupos al principio fue muy difícil, y los diálogos entre las partes recogidos en fuentes secundarias no se pueden interpretar como registrados de manera exacta. También demuestra que no se puede decir que los nativos malinterpretaron las intenciones de los españoles, ya que por el contrario entendían muy bien cómo trabajaban los españoles incluso en la fase inicial de la conquista.

- El capítulo 6 aborda el «Mito de la Desolación Nativa», la creencia en que los indígenas de América se resignaron a su destino, se incluyeron en el nuevo orden europeo y dejaron de existir como grupos étnicos. Restall también afirma que muchos pueblos indígenas nunca se sintieron «conquistados» sino que formaron una especie de alianza con los españoles para beneficiarse mutuamente, como es el caso de la mayoría de las fuerzas indígenas aliadas que ayudaron a Cortés a derrotar a los aztecas.

- Finalmente, el capítulo 7 se refiere al que Restall llama «el Mito de la Superioridad», o la creencia en que el éxito de la conquista española se debió o bien a la supuesta superioridad tecnológica de los españoles o bien a una especie de superioridad cultural inherente a los mismos, y que por lo tanto la victoria española era inevitable. Según Restall, las ventajas tecnológicas tales como las pistolas, cañones, armaduras de acero e incluso el uso de caballos y perros no tuvieron una importancia decisiva en los enfrentamientos, ya que los españoles disponían de ellas en poca cantidad, y además los aztecas no se desanimaron ante ellas por mucho tiempo. También refuta la noción de que la falta de una escritura alfabética perjudicó a los indígenas, y la creencia en que los indígenas eran inocentes, ingenuos o cobardes en comparación con los españoles, tal como los describen las fuentes españolas. Restall argumenta que los factores detrás del éxito de los conquistadores fueron en gran parte el efecto devastador de las enfermedades europeas, frente a las cuales los indígenas no tenían resistencia, la desunión entre los grupos indígenas (algunos incluso se aliaron con los españoles), la ventaja tecnológica que significó la espada de acero y, sobre todo, el hecho de que los indígenas peleaban en su propio territorio con la responsabilidad de proteger a sus familias y cultivos, razón por la cual tenían que combatir con más rapidez.

## Ediciones
- Seven Myths of the Spanish Conquest (hardcover edn. edición). Oxford and New York: Oxford University Press. 2003. pp. 218pp. ISBN 0-19-516077-0. OCLC 51022823.
- Seven Myths of the Spanish Conquest (paperback edn. edición). Oxford and New York: Oxford University Press. 2004. ISBN 0-19-517611-1. OCLC 56695639.
- Los siete mitos de la conquista española. Colección Orígenes, #46. Marta Pino Moreno (trans.) (Traducción al español (pbk) edn. edición). Barcelona: Ediciones Paidós Ibérica. 2004. pp. 312pp. ISBN 978-84-493-1638-8. OCLC 57548002.
- Los siete mitos de la conquista española. Colección Orígenes, #46. Marta Pino Moreno (trans.) (Traducción al español (pbk) edn. edición). México, D. F.: Ediciones Paidós Ibérica. 2005. ISBN 9688535877. OCLC 60677553.